# بیل هند
بیل هند (انگلیسی: Bill Hand؛ زادهٔ ۵ ژوئیهٔ ۱۸۹۸) بازیکن فوتبال اهل بریتانیا است.
از باشگاه‌هایی که در آن بازی کرده‌است می‌توان به باشگاه فوتبال کریستال پالاس اشاره کرد.